# Aptesis anaulus
Aptesis anaulus là một loài tò vò trong họ Ichneumonidae.